# Chminianske Jakubovany
Chminianske Jakubovany és un poble i municipi d'Eslovàquia. Es troba a la regió de Prešov, al nord del país.

## Història
La primera referència escrita de la vila data del 1334.

## Demografia
| Godina             | 1994 | 2004    | 2014    | 2024    |
| ------------------ | ---- | ------- | ------- | ------- |
| Nombre de persones | 1146 | 1635    | 2112    | 3215    |
| Diferència         |      | +42,67% | +29,17% | +52,22% |

| Godina             | 2023 | 2024   |
| ------------------ | ---- | ------ |
| Nombre de persones | 3093 | 3215   |
| Diferència         |      | +3,94% |